# إيال إيرليخ
إيال إيرليخ (بالعبرية: איל ארליך‏) مواليد 1 يناير 1977، هو لاعب كرة مضرب إسرائيلي سابق بدأ مسيرته كمحترف سنة 1995 وكان يلعب باليد اليمنى. أعلى تصنيف له في الفردي كان المركز الـ 144 في سنة 1997.

## النهائيات

### الزوجي: 1 (0–1)
| الحصيلة | الرقم | السنة | الدورة  | الأرضية | الشريك    | المنافس في النهائي             | النتيجة في النهائي |
| ------- | ----- | ----- | ------- | ------- | --------- | ------------------------------ | ------------------ |
| الوصافة | 1.    | 1996  | تل أبيب | صلبة    | نايوم بير | ماركوس أوندروسكا غرانت ستافورد | 3–6, 2–6           |

## روابط خارجية
- إيال إيرليخ على موقع رابطة محترفي التنس (الإنجليزية)
- إيال إيرليخ على موقع الاتحاد الدولي لكرة المضرب (الإنجليزية)
- إيال إيرليخ على موقع خلاصة التنس.كوم (الإنجليزية)